# Toril y Masegoso
Toril y Masegoso è un comune spagnolo di 26 abitanti situato nella comunità autonoma dell'Aragona.